# Богородицкий монастырь (Сызрань)
Богородицкий монастырь — православный женский монастырь, некогда существовавший в городе Сызрань Казанской губернии (ныне Самарская область). Был создан вскоре после основания города, в 1695 году. Монастырь несколько раз сильно пострадал при пожарах и был упразднён в ходе секуляризационной реформы Екатерины II в 1764 году. Никаких построек монастыря не сохранилось, на его месте ныне находится городской собор Сызрани.

## История
Монастырь был основан в 1695 году в самом центре города. Располагался при церкви во имя Казанской иконы Божией Матери, построенной в 1689 году
В 1710 году вместо обветшавшей Казанской церкви была выстроена и освящена новая. Спонсором строительства выступил посадский человек, впоследствии купец Семён Ларионович Шлыгин. В том же году монастырь был обнесён деревянной оградой.
В 1715 году в монастыре на средства Шлыгина была построена тёплая деревянная церковь, освящённая во имя Сергия Радонежского, придел был освящён в честь Георгия Победоносца.

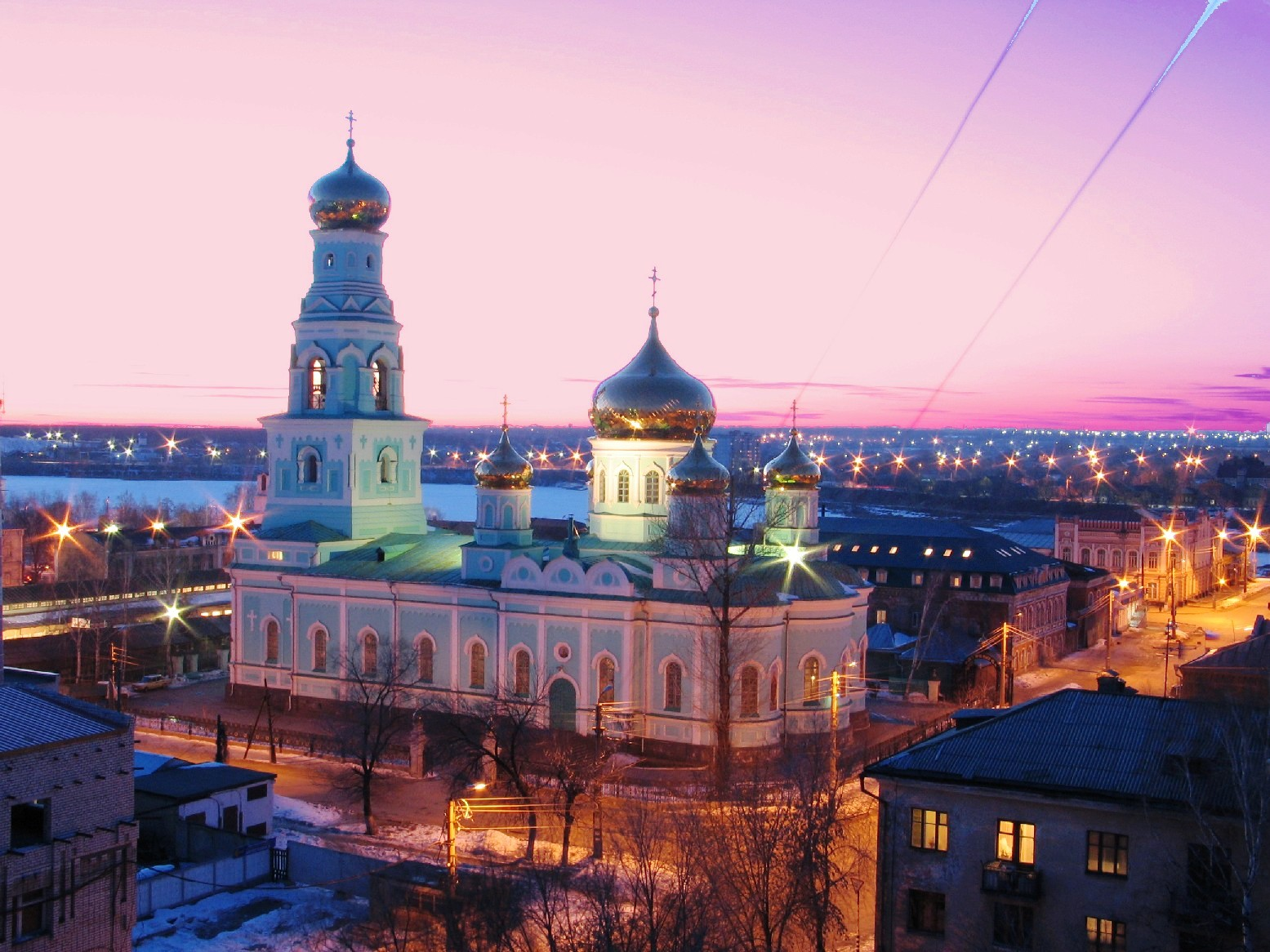
Казанский собор, расположенный на месте монастыря

В 1728 году в Сызрани произошёл крупный пожар, в котором сгорели и оба храма Богородицкого монастыря, а также кельи и ограда. Восстановление обители началось только в 1733 году. Большей частью финансировал и руководил строительством ставший бургомистром Сызранского магистрата Семён Шлыгин. Спустя год, в 1734 году был освящён новый тёплый деревянный храм, престол которого освятили, как и ранее, во имя Казанской иконы Божией Матери. Однако после пожара 1728 года пожертвования сызранских жителей в пользу церкви сократились, и из-за недостатка средств церковь долгое время не имела достаточного количества утвари, икон, соответствующего убранства.
В 1737 году на средства посадского человека Дмитрия Исаева в монастыре были заново отстроены кельи и деревянная ограда. В 1733 году началось строительство холодного каменного храма.
В описи 1739 года монастырь описан так: «Одна каменная и одна деревянная церкви, 16 настоятельских и монастырских деревянных келий, школ и госпиталей не имеется. В монастыре — игуменья, 17 монахинь, 20 учениц, 2 попа, 1 дьякон. Вотчин, земель и сенных покосов не было…».
В 1742 годах очередной пожар уничтожил деревянный храм, 19 келий и часть ограды. Достроенный в этом же году каменный храм был вновь освящён во имя Казанской иконы Божией Матери. Из-за недостатка средств несколько лет восстановление сгоревшего не велось, монахини питались подаянием, некоторые оставили обитель.
В 1759 году на средства нескольких прихожан Богородицкого монастыря началось строительство второго каменного храма монастыря. Предполагалось освятить его во имя Сергия Радонежского, однако несмотря на то, что первые три года стройка велась довольно быстро, после она была остановлена по причине кончины финансировавших строительство горожан.
26 февраля 1764 года вышел указ Екатерины II «О разделении церковных имений…», и в том же году монастырь был упразднён. Оставшиеся монахини были переведены в Спасский женский монастырь .
Монастырские храмы использовались в дальнейшем в качестве приходских. Позднее церковь Сергия Радонежского сгорела в очередном пожаре, а Казанский храм обветшал, его вместимость не удовлетворяла городским потребностям, и в середине XIX века он был разобран. На месте монастыря в 1866 году был заложен и к 1872 году построен новый кафедральный собор Сызрани — Казанский собор.

## Каменный храм во имя Казанской иконы Божьей Матери
Строительство храма началось в 1733 году. Велось на средства Семена Шлыгина и Якова Кривоносова.
Это была холодная церковь, с одной главой, обитой жестью, и железным крестом. Была покрыта тёсом. Главный престол был освящён во имя Казанской иконы Божией Матери, придельный — во имя святителя Николая Чудотворца. В храме был пятиярусный иконостас, храмовые двери были резными, с позолотой.
Одной из главных святынь храма была Казанская икона Богородицы в серебропозолоченном окладе, украшенном жемчугом и драгоценными камнями. Икона была вложена в доску с изображением чудес. Также имелось три серебряных наперсных креста, три евангелия, обложенных серебряными досками, серебряные чеканные сосуды.
После закрытия монастыря храм стал приходским. В 1795 году был приписан к Христорождественскому собору. В 1825 году храм был обнесён каменной оградой. При подготовке к строительству нового собора в 1860-х годах храм и ограда вокруг него были разобраны.